# ウラジーミル・セミチャストヌイ
ウラジーミル・エフィモヴィッチ・セミチャストヌイ（Влади́мир Ефи́мович Семича́стный、Vladimir Yefimovich Semichastny、またはSemichastnii、1924年1月15日 - 2001年1月12日）は、ソビエト連邦の政治家。
1941年～1942年、ドニエプロペトロフスク化学技術大学で学ぶ。1944年からソ連共産党員。大将。
フルシチョフ期（1961年）からブレジネフ期（1967年）にかけてソ連国家保安委員会（KGB）議長を務め、フルシチョフ追い落としの宮廷クーデターにおいて多大な役割を果たした。1967年に解任され、ウクライナ・ソビエト社会主義共和国閣僚会議議長代理に左遷された。
| 公職                              | 公職                                               | 公職                      |
| --------------------------------- | -------------------------------------------------- | ------------------------- |
| 先代 アレクサンドル・シェレーピン | ソビエト連邦 国家保安委員会議長 第3代：1961 - 1967 | 次代 ユーリ・アンドロポフ |